# Jack Sullivan
John "Jack" Sullivan (Cobourg, Ontário, 29 de agosto de 1870 – desconhecido) foi um jogador de lacrosse norte-americano. Sullivan era membro da St. Louis Amateur Athletic Association na qual conquistou a medalha de prata nos Jogos Olímpicos de Verão de 1904 em Saint Louis. Ele é irmão de William Passmore, outro jogador da equipe medalhista de prata em 1904.